# Herb Hammerfest

Herb Hammerfest

Herb Hammerfest został zatwierdzony w 1938 roku. Został on zaprojektowany przez miejscowego nauczyciela Ole Valle. 
Herb przedstawia niedźwiedzia polarnego zwróconego w lewą stronę, broniącego miasto. Niedźwiedź znajduje się na czerwonym tle. Herb posiada złotą koronę.
Herb był wielokrotnie poprawiany, ostatnio w 2001 roku przez artystę Arvida Sveena.

## Historia
Norweski Hammerfest uzyskał prawa miejskie w 1789, lecz przez długi czas nie miał oficjalnego herbu. W 1936 proboszcz Jørgen Sivertsen, spisujący dzieje miasta, przekonał lokalne władze o konieczności zmiany tego stanu. Miejscowy nauczyciel rysunku, Ole Valle, zaproponował motyw polowania na morzu przy Przylądku Północnym, wykorzystywany na pieczęci burmistrza od 1890 i uznawany za nieformalny symbol miasta. Projekt ten został jednak odrzucony przez Dyrekcję ds. Dziedzictwa Kulturowego (Riksantikvaren). Przyczyną był jego nie dość heraldyczny charakter, jak również fakt, że trzy inne miasta miały w swoich herbach łodzie. Z kolei władze gminy Kjelvik (obecna gmina Nordkapp) wyraziły sprzeciw przeciwko wykorzystaniu przez Hammerfest motywu Przylądka Północnego.
20 czerwca 1938, na zebraniu rady miejskiej, Ole Valle przedstawił trzy nowe projekty: z niedźwiedziem polarnym, trzema morsami i Meridianstøtten – znaczącą początek Południka Struvego kolumną zwieńczoną kulą ziemską. Ostatecznie wybrano motyw niedźwiedzia polarnego na czerwonym tle, który zatwierdzony został przez Ministerstwo Sprawiedliwości 16 grudnia 1938.
W 1960 weszły w życie nowe zasady dotyczące wyglądu herbów norweskich gmin. Dostosowania do nich herbu Hammerfest podjął się ponownie Ole Valle; zmienił on jego kształt, dodał koronę i zmienił ustawienie stóp niedźwiedzia. Jego poprawki spotkały się z kolejnymi propozycjami Riksantikvaren – dotyczącymi m.in. wyglądu pazurów niedźwiedzia – których nie zdążył jednak wprowadzić w życie przed swoją śmiercią w 1963. Prac nad uaktualnieniem herbu nie kontynuowano przez następne 25 lat.
W 1989 prace ponownie podjął Bjørn Paulsen, koordynator zbliżającej się 200 rocznicy powstania miasta. Wprowadził on zmiany m.in. w kształcie pazurów i języka niedźwiedzia, ułożeniu jego ciała i kształcie tarczy herbowej. Jego wersja herbu została przyjęta przez Riksantikvaren 28 października 1988.
Poprawki Paulsena nie spotkały się jednak z pozytywnym odbiorem spadkobierców Ole Vallego. W 1996 rozpoczęli oni w tej sprawie korespondencję z Billedkunst Opphavsrett i Norge, organizacją zajmującą się ochroną praw autorskich w sztukach plastycznych. W 2000 doszło do spotkania między przedstawicielami tej organizacji, władzami gminy i spadkobiercami Ole Vallego. Doszło do porozumienia: zadecydowano o wprowadzeniu zmian do herbu tak, aby lepiej odpowiadał on oryginalnemu zamysłowi Vallego. Zadanie to powierzono fotografikowi i artyście-plastykowi Arvidowi Sveenowi z Tromsø. Jego wzór herbu został zatwierdzony w 2001 i obowiązuje do dzisiaj.